# میکی اکو
میکی اکو (انگلیسی: Mikky Ekko؛ نام اصلی جان استفان سودوث؛John Stephen Sudduth) خواننده-ترانه‌سرا و تهیه‌کننده موسیقی اهل لوئیزیانا, است که برای آرسی‌ای رکوردز می‌خواندوی به خاطر حضور در ترانه ریانا یعنی بمان که در کشورهای متعددی در چارت اول شد، معروف گشت.